# 펩타이드

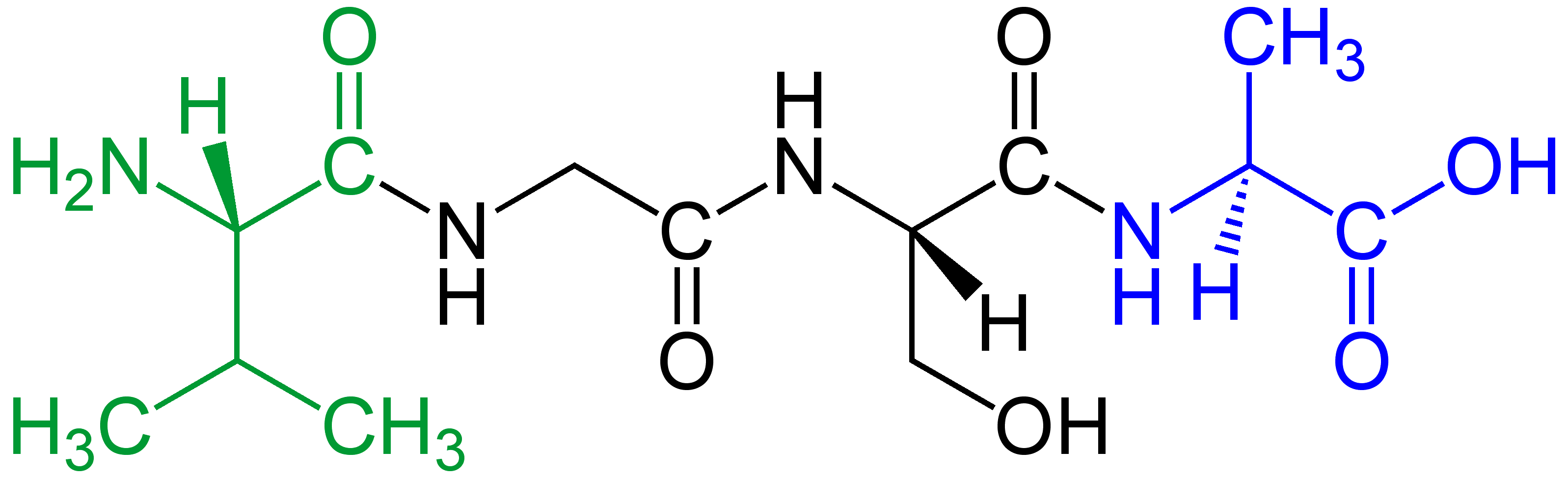
녹색으로 표시된 아미노 말단(L-발린)과 <span by style="color:blue;">파란색으로 표시된 카복실 말단(L-알라닌)을 가지고 있는 테트라펩타이드 (예: Val-Gly-Ser-Ala)

펩타이드(영어: peptide)는 펩타이드 결합으로 연결된 아미노산들의 짧은 사슬이다. 펩타이드라는 용어는 "소화되다(digested)"라는 의미의 고대 그리스어 "πεπτός (peptós)", "소화하다(to digest)"라는 의미의 고대 그리스어 "πέσσειν (péssein)"에서 유래하였다. 아미노산이 20개 미만인 사슬을 올리고펩타이드라고 하며, 올리고펩타이드는 다이펩타이드, 트라이펩타이드, 테트라펩타이드를 포함한다.
폴리펩타이드(영어: polypeptide)는 보다 더 길고, 연속적이며, 가지가 없는 펩타이드 사슬이다. 따라서 펩타이드는 핵산, 올리고당류, 다당류 및 기타 분자들과 함께 생물학적 중합체 및 올리고머의 광범위한 화학적 부류에 속한다.
대략 50개 이상의 아미노산을 포함하는 폴리펩타이드를 단백질이라고 한다. 단백질은 생물학적 방식으로 배열된 하나 이상의 폴리펩타이드로 구성되며, 보통 조효소 및 보조 인자와 같은 리간드, 또는 다른 단백질 또는 DNA나 RNA와 같은 다른 거대분자, 또는 복잡한 거대분자 집합체와 결합한다.
펩타이드에 포함된 아미노산을 잔기라고 한다. 각각의 아마이드 결합이 형성될 때 물 분자가 방출된다. 고리형 펩타이드를 제외한 모든 펩타이드는 펩타이드 양쪽 말단에 각각 N-말단(아미노기)과 C-말단(카복실기) 잔기를 갖는다.

## 종류
많은 종류의 펩타이드들이 알려져 있다. 펩타이드들은 공급원과 기능에 따라 분류되거나 범주화되었다. 《생물학적 활성 펩타이드의 핸드북》(The Handbook of Biologically Active Peptides)에 따르면 펩타이드의 일부 부류에는 식물 펩타이드, 세균/항균 펩타이드, 균류 펩타이드, 무척추동물 펩타이드, 양서류/피부 펩타이드, 독 펩타이드, 암/항암 펩타이드, 백신 펩타이드, 면역/염증 펩타이드, 뇌 펩타이드, 내분비 펩타이드, 섭취 펩타이드, 위장 펩타이드, 심혈관 펩타이드, 신장 펩타이드, 호흡 펩타이드, 아편 펩타이드, 신경영양 펩타이드 및 혈액-뇌 펩타이드 등이 있다.
일부 리보솜 펩타이드는 단백질 분해의 대상이 된다. 이러한 기능은 일반적으로 고등 생물에서 호르몬 및 신호 분자로 기능하게 한다. 일부 미생물은 마이크로신 및 박테리오신과 같은 항생제로 펩타이드를 생성한다.
펩타이드는 종종 인산화, 하이드록실화, 설폰화, 팔미토일화, 글리코실화 및 이황화물 형성과 같은 번역 후 변형을 겪는다. 일반적으로 펩타이드는 선형이지만 올가미 구조도 관찰되었다. 오리너구리 독에서 L-아미노산을 D-아미노산으로 라세미화하는 것과 같은 보다 더 특이한 변형도 일어난다.
비리보솜 펩타이드는 리보솜이 아니라 효소에 의해 만들어진다. 일반적인 비리보솜 펩타이드는 대부분의 호기성 생물에서 항산화 방어 성분인 글루타티온이다. 다른 비리보솜 펩타이드는 단세포 생물, 식물, 균류에서 가장 일반적이며, 비리보솜 펩타이드 합성효소라고 하는 모듈식 효소 복합체에 의해 합성된다.
이러한 복합체는 보통 유사한 방식으로 배치되며, 생성물에 대해 다양한 화학적 변형을 수행하기 위해 다양한 모듈을 포함할 수 있다. 선형의 비리보솜 펩타이드도 일반적이지만 이러한 펩타이드는 보통 고리형이고 고도로 복잡한 고리 구조를 가질 수 있다. 이러한 시스템은 지방산과 폴리케타이드를 만드는 체계와 밀접하게 관련되어 있기 때문에 혼성체 화합물이 종종 발견된다. 옥사졸 또는 싸이아졸의 존재는 보통 화합물이 이러한 방식으로 합성되었음을 나타낸다.
펩톤(영어: peptone)은 동물성 우유 또는 단백질 분해에 의해 소화된 고기에서 유래한다. 작은 펩타이드를 포함하는 것 외에도 결과로 생성되는 물질에는 지방, 금속, 염, 비타민 및 기타 많은 생물학적 화합물이 포함된다. 펩톤은 생장하는 세균과 곰팡이를 위한 영양 배지에 사용된다.
펩타이드 단편은 공급원 단백질을 식별하거나 정량화하는 데 사용되는 단백질 단편을 나타낸다. 종종 이들은 통제된 샘플에 대해 실험실에서 수행된 효소 분해의 산물이지만 자연적인 영향에 의해 분해된 법의학 또는 고생물학 샘플일 수도 있다.

## 화학 합성
|  |

## 패밀리의 예시
이 부류의 펩타이드 패밀리는 일반적으로 호르몬 활성이 있는 리보솜 펩타이드이다. 이러한 모든 펩타이드는 세포에 의해 더 긴 "프로펩타이드(propeptide)" 또는 "전구단백질(proprotein)"로 합성되고 세포를 빠져 나가기 전에 절단된다. 이들은 신호전달 기능을 수행하는 혈류로 방출된다.

### 항균 펩타이드
- 마가이닌 패밀리
- 세크로핀 패밀리
- 카텔리시딘 패밀리
- 디펜신 패밀리

### 타키키닌 펩타이드
- P 물질
- 카시닌
- 뉴로키닌 A
- 엘레도이신
- 뉴로키닌 B

### 혈관작동성 장 펩타이드
- 혈관작동성 장 펩타이드 (VIP, Vasoactive Intestinal Peptide, PHM27)
- 뇌하수체 아데닐산 고리화효소 활성화 펩타이드 (PACAP, Pituitary Adenylate Cyclase Activating Peptide)
- 펩타이드 PHI 27 (Peptide PHI 27, Peptide Histidine Isoleucine 27)
- 성장호르몬 방출호르몬 1-24 (GHRH 1-24, Growth Hormone Releasing Hormone 1-24)
- 글루카곤
- 세크레틴

### 췌장 폴리펩타이드 관련 펩타이드
- 신경펩타이드 Y (NPY, NeuroPeptide Y)
- 펩타이드 YY (PYY, Peptide YY)
- 조류 췌장 폴리펩타이드 (APP, Avian Pancreatic Polypeptide)
- 췌장 폴리펩타이드 (PPY, Pancreatic PolYpeptide)

### 오피오이드 펩타이드
- 프로오피오멜라노코르틴 (POMC) 펩타이드
- 엔케팔린 펜타펩타이드
- 프로디노르핀 펩타이드

### 칼시토닌 펩타이드
- 칼시토닌
- 아밀린
- AGG01

### 자가 조립 펩타이드
- 방향족 짧은 펩타이드[21][22]
- 생체모방 펩타이드[23]
- 양친매성 펩타이드[24][25][26][27]
- 펩타이드 덴드리머[28]

### 기타 펩타이드
- 뇌 나트륨이뇨 펩타이드 (BNP, brain natriuretic peptide) – 심근에서 생산되며 의학적 진단에 유용하다.
- 락토트라이펩타이드 – 락토트라이펩타이드는 혈압을 감소시킬 수 있지만[29][30][31] 증거는 혼재되어 있다.[32]
- 중국 전통 의학에서 조혈을 위한 아교(阿膠, Colla Corii Asini)의 펩타이드 성분[33]

## 용어

### 길이에 따른 용어
펩타이드와 관련된 여러 용어는 길이에 대한 엄격한 정의가 없으며, 그 사용에서 중복되는 경우가 많다.
- 폴리펩타이드는 많은 아미노산들(임의의 길이)이 아마이드 결합에 의해 결합된 단일 선형 사슬이다.
- 단백질은 하나 이상의 폴리펩타이드(약 50개 이상의 아미노산들로 구성)로 구성된다.
- 올리고펩타이드는 단지 몇 개의 아미노산(2개에서 20개 사이)들로 구성된다.

녹색으로 표시된 아미노 말단(L-발린)과 파란색으로 표시된 카복실 말단(L-알라닌)을 가지고 있는 트라이펩타이드 (예: Val-Gly-Ala)

### 아미노산의 수에 따른 용어
정의된 길이의 펩타이드는 IUPAC 숫자 접두사를 사용하여 명명한다.
- 디펩타이드는 2개의 아미노산을 가지고 있다.
- 트라이펩타이드는 3개의 아미노산을 가지고 있다.
- 테트라펩타이드는 4개의 아미노산을 가지고 있다.
- 펜타펩타이드는 5개의 아미노산을 가지고 있다.
- 헥사펩타이드는 6개의 아미노산을 가지고 있다.
- 헵타펩타이드는 7개의 아미노산을 가지고 있다.
- 옥타펩타이드는 8개의 아미노산을 가지고 있다 (예: 안지오텐신 II).
- 노나펩타이드는 9개의 아미노산을 가지고 있다 (예: 옥시토신).
- 데카펩타이드는 10개의 아미노산을 가지고 있다 (예: 생식샘자극호르몬 방출호르몬 및 안지오텐신 I).

### 기능에 따른 용어
- 신경펩타이드는 신경 조직과 결합하여 활성을 갖는 펩타이드이다.
- 지질펩타이드는 지질이 결합된 펩타이드이고, 펩두신은 G 단백질 연결 수용체와 상호작용을 하는 지질펩타이드이다.
- 펩타이드 호르몬은 호르몬으로 작용하는 펩타이드이다.
- 프로테오스는 단백질의 가수분해에 의해 생성되는 펩타이드의 혼합물이다. 이 용어는 다소 구식 용어이다.
- 펩타이드작동성 작용제(또는 약물)은 신체 또는 뇌의 펩타이드 시스템을 직접적으로 조절하는 기능을 하는 화학 물질이다. 예로는 신경펩타이드작동성 작용제인 오피오이드작동성 작용제가 있다.
- 세포 투과 펩타이드는 세포막을 투과할 수 있는 펩타이드이다.

## 같이 보기
- 아세틸 헥사펩타이드-3
- 쇠고기 펩타이드
- 콜라겐 혼성화 펩타이드 – 조직의 변성 콜라겐과 결합할 수 있는 짧은 펩타이드
- 비스-펩타이드
- CLE 펩타이드
- 상피 성장인자
- 펩타이드 과학 저널
- 락토트라이펩타이드
- 마이크로펩타이드
- 다기능성 펩타이드
- 신경펩타이드
- 팔미토일 펜타펩타이드-4
- 랑게르한스섬
- 펩타이드 스펙트럼 라이브러리
- 펩타이드 합성
- 펩티도미메틱 (펩토이드 및 β-펩타이드)은 펩타이드에 대해 다른 특성을 갖는다.
- 단백질 태그 – 단백질의 분리 또는 검출을 가능하게 하는 펩타이드 서열의 첨가를 설명함
- 레플리킨스
- 리보솜
- 번역 (생물학)
- 폴리뉴클레오타이드
- 폴리사카라이드